# Croda Vernaga Alta
La Croda Vernaga Alta (in tedesco Hochvernaglwand) - 3.435 m s.l.m. è una montagna delle Alpi Retiche orientali (sottosezione Alpi Venoste). Si trova lungo la linea di confine tra l'Italia e l'Austria poco a nordest della Punta Vallelunga.